# Franz Xaver Schnyder von Wartensee

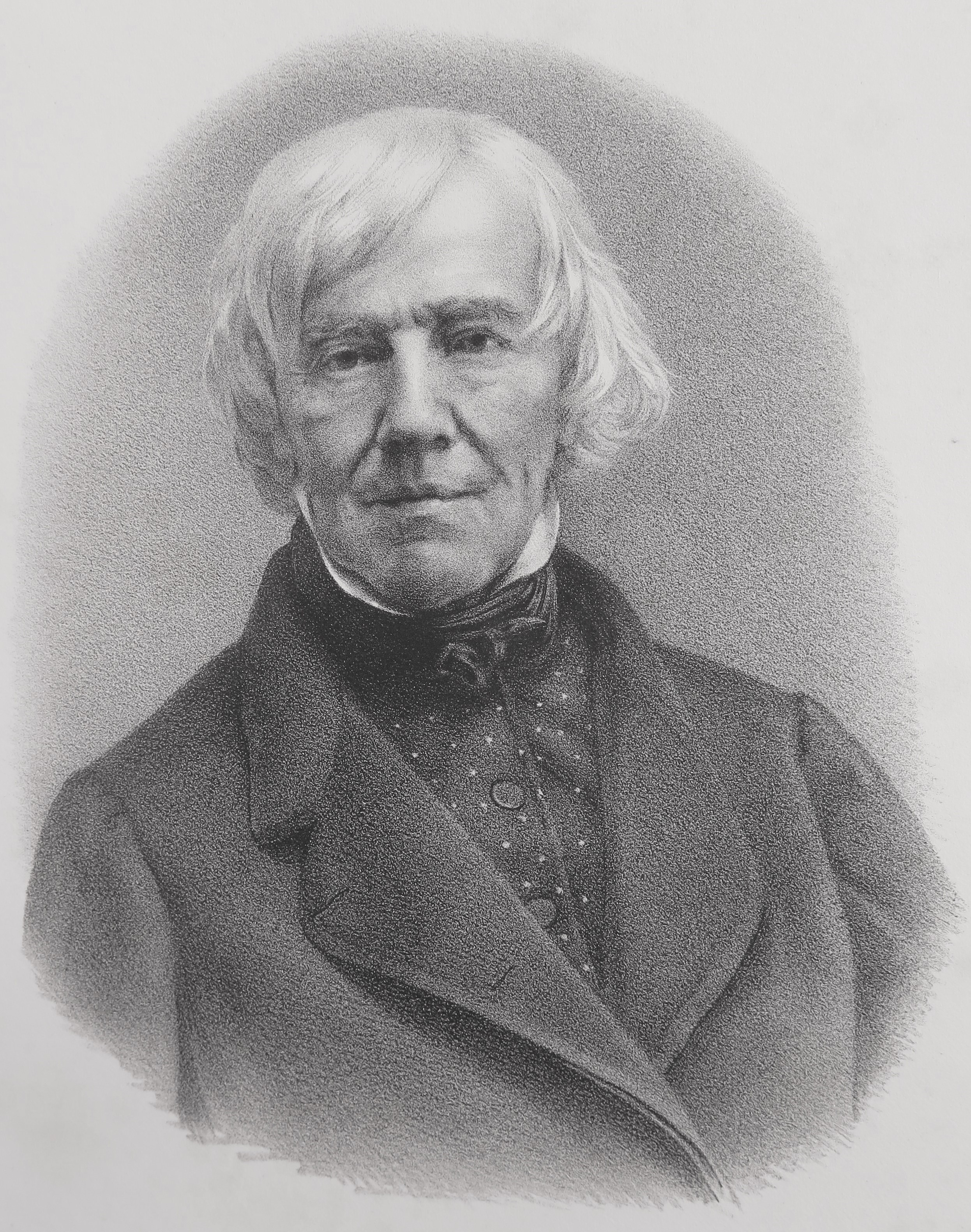
Franz Xaver Schnyder von Wartensee

Franz Xaver Peter Joseph Schnyder von Wartensee (* 18. April 1786 in Luzern; † 27. August 1868 in Frankfurt am Main, Norddeutscher Bund) war ein schweizerischer Komponist und Musikautor aus der Luzerner Patrizierfamilie Schnyder von Wartensee.

## Leben
Nachdem er einige Zeit auf einem Finanzbüro in Luzern gearbeitet hatte, widmete er sich ab 1810 ganz der Musik und studierte diese zunächst in Zürich. Im Dezember 1811 kam er nach Wien und fand in dem Kapellmeister Johann Christoph Kienlen (1783–1829) einen weiteren Lehrer. Ursprünglich wollte er gern Schüler von Ludwig van Beethoven werden, der damals jedoch prinzipiell keinen Unterricht mehr erteilte – mit Ausnahme von Erzherzog Rudolph von Österreich. Schnyder ist dennoch mehrfach mit Beethoven zusammengetroffen und hat umfangreiche Erinnerungen an den Komponisten hinterlassen, in denen er ungeschönt das widersprüchliche, sehr wechselhafte Wesen des Komponisten schildert. Den Sommer 1812 verlebte Schnyder teilweise in Baden bei Wien, wo er beim schweren Brandunglück, das am 26. Juli Teile der Stadt vernichtete, seinen gesamten Besitz inkl. zahlreicher Manuskripte verlor.
Nachdem er 1815 den Feldzug gegen die Franzosen mitgemacht hatte, erhielt er eine Anstellung in Johann Heinrich Pestalozzis Erziehungsanstalt in Yverdon, siedelte aber schon 1817 nach Frankfurt am Main über und wohnte und wirkte dort mit kurzen Unterbrechungen bis zu seinem Tod.
Schnyder gründete 1847 die „Stiftung Schnyder von Wartensee“ zur Förderung künstlerischer und wissenschaftlicher Arbeiten, die heute von der Zentralbibliothek Zürich verwaltet wird.

## Werk
Von seinen durch Melodienreichtum, Klarheit und Korrektheit ausgezeichneten Kompositionen sind zu erwähnen: die Oper Fortunat, das Oratorium Zeit und Ewigkeit, die Ouvertüre in c-Moll sowie zahlreiche Kantaten und Lieder heiteren und ernsten Inhalts, z. B. Vertonungen von Johann Martin Miller, Ludwig Uhland oder Johann Nikolaus Götz. Nach seinem Tod erschienen seine Gedichte (Leipzig 1869) und Lebenserinnerungen (Zürich 1888).